# スタンリー・カウエル

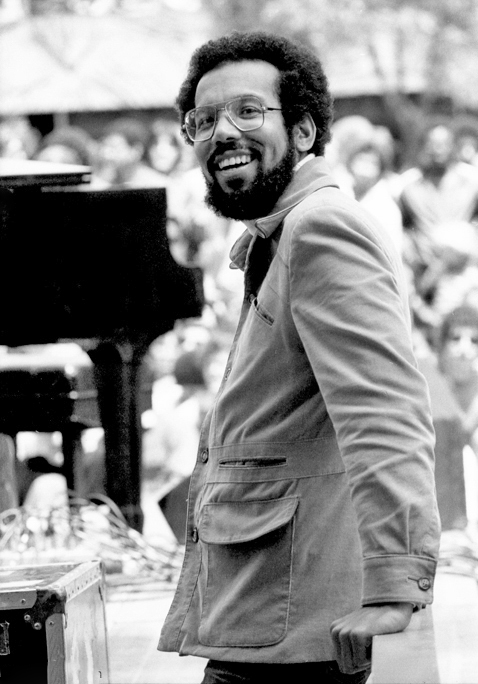
ザ・ヒース・ブラザーズとカリフォルニア大学バークレー校のスプロール・プラザにて（1980年5月）

スタンリー・カウエル（Stanley Cowell、1941年5月5日 - 2020年12月17日）は、アメリカのジャズ・ピアニストであり、ストラタ・イースト・レコードの共同創設者。

## 略歴

### 生い立ち
カウエルはオハイオ州トレドで生まれた。4歳頃にピアノを弾き始め、6歳でアート・テイタムに出会った後、ジャズに興味を持つようになった。テイタムは家族付き合いのある友人だった。
高校卒業後、オーバリン大学で学び、ミシガン大学でクラシック・ピアノの学位を取得した。大学在学中、彼はジャズのマルチ・インストゥルメンタリスト、ローランド・カークと共演し、それがピアニストの形成に役立った。彼は1960年代半ば、ニューヨークへと引っ越した。

### その後の人生とキャリア
カウエルはマリオン・ブラウン、マックス・ローチ、ボビー・ハッチャーソン、クリフォード・ジョーダン、ハロルド・ランド、ソニー・ロリンズ、スタン・ゲッツと共演した。カウエルは、1965年から1966年にかけてデトロイト・アーティスツ・ワークショップ・ジャズ・アンサンブルでトランペッターのチャールズ・ムーアらと共演した。
1971年、カウエルはトランペッターのチャールズ・トリヴァーと共にレコード・レーベル、ストラタ・イーストを共同で設立した。このレーベルは、当時最も成功した黒人主導のインディペンデント・レーベルの1つとなった。
1980年代後半、カウエルはJ・J・ジョンソンが率いるレギュラー・カルテットの一員を務めた。カウエルは、ニュージャージー州にあるラトガース大学のメイソン・グロス・スクール・オブ・アートの音楽科で教鞭をとっていた。
2020年12月17日、カウエルはデラウェア州ドーバーのベイヘルス病院で循環血液量減少性ショックにより死亡した。79歳だった。

## ディスコグラフィ

### リーダー・アルバム
- 『ブルース・フォー・ザ・ヴェトコン』 - Blues for the Viet Cong (1969年、Freedom)
- 『ブリリアント・サークルズ』 - Brilliant Circles (1969年、Freedom)
- 『幻想組曲』 - Illusion Suite (1972年、ECM)
- 『ハンドスケイプス』 - Handscapes (1972年、Strata-East) ※ピアノ・クワイアー名義
- 『ムサ』 - Musa: Ancestral Streams (1973年、Strata-East)
- 『ハンドスケイプスII』 - Handscapes 2 (1974年、Strata-East) ※ピアノ・クワイアー名義
- 『リジェネレーション』 - Regeneration (1975年、Strata-East)
- 『ウェイティング・フォー・ザ・モーメント』 - Waiting for the Moment (1977年、Galaxy)
- Talkin' 'bout Love (1978年、Galaxy)
- 『エクイポイズ』 - Equipoise (1978年、Galaxy)
- 『ニュー・ワールド』 - New World (1981年、Galaxy)
- Such Great Friends (1983年、Strata-East) ※with ビリー・ハーパー、レジー・ワークマン、ビリー・ハート
- Live at Cafe Des Copains (1985年、Unisson)
- 『ウィー・スリー』 - We Three (1987年、DIW) ※with フレデリック・ウェイツ、バスター・ウィリアムス
- 『バック・トゥ・ザ・ビューティフル』 - Back to the Beautiful (1989年、Concord Jazz)
- 『シエナ』 - Sienna (1989年、SteepleChase)
- 『クロース・トゥ・ユー・アローン』 - Close to You Alone (1990年、DIW)
- 『枯葉』 - Live at Maybeck Recital Hall, Volume Five (1990年、Concord Jazz) ※旧邦題『ライヴ・アット・メイベック』
- 『デパーチャー#2』 - Departure No. 2 (1990年、SteepleChase)
- Games (1991年、SteepleChase)
- 『ブライト・パッション』 - Bright Passion (1993年、SteepleChase) ※旧邦題『ラウンド・ミッドナイト』
- 『ソロ・ピアノ〜イマジン』 - Angel Eyes (1993年、SteepleChase)
- 『ライヴ』 - Live at Copenhagen Jazz House (1993年、SteepleChase)
- Setup (1993年、SteepleChase)
- 『マンダラ・ブロッサムズ』 - Mandara Blossoms (1995年、SteepleChase)
- Hear Me One (1996年、SteepleChase)
- 『恋のダンサー』 - Dancers in Love (1999年、Venus)
- Death Is the Communion (2007年、3D)
- Prayer for Peace (2010年、SteepleChase)
- It's Time (2012年、SteepleChase)
- Welcome to This New World (2013年、SteepleChase)
- Are You Real? (2014年、SteepleChase)
- Reminiscent (2015年、SteepleChase)
- 『JUNETEENTH』 - Juneteenth (2015年、Vision Fugitive)
- No Illusions (2017年、SteepleChase)
- At Keystone Korner, Baltimore (2020年、SteepleChase)